# یاروسلاوا آدامووا
یاروسلاوا آدامووا (چکی: Jaroslava Adamová؛ ۱۵ مارس ۱۹۲۵ – ۱۶ ژوئن ۲۰۱۲) یک هنرپیشه و صداپیشه اهل جمهوری چک بود.
از فیلم‌ها یا مجموعه‌های تلویزیونی که وی در آن‌ها نقش داشته است می‌توان به در سایه اشاره نمود.
او بابت فعالیت‌های هنری‌اش برندهٔ جوایز گوناگونی شد که از آن میان می‌توان به جایزه تالیا و مدال لیاقت در سال ۲۰۰۱ اشاره نمود.